# العلمانية (صفد)
العُلمانية كانت قرية فلسطينية تبعد 14.5 كيلومتر شمال شرق مدينة صفد. البلدات المحيطة بها كانت امتياز الحولة والملاحة وعرب الزبيد والقُبانيات الصهيونية. ترتفع القرية بمعدل 75 متر عن سطح البحر.

## الموقع الجغرافي
كانت القرية تقع على القسم الجنوبي الغربي من سهل الحولة بالقرب من الشاطئ الغربي لبحيرة الحولة. وكانت هناك طريق فرعية تربطها بالطريق المؤدي إلى صفد.

## التعداد السكاني
سنة 1596 بلغ عدد سكان العلمانية 55 نسمة، أما في عام 1922 فوصل عددهما لى 122 نسمة، وسنة 1931 بلغ العدد 432، عام 1945 بلغ عدد السكان 260 نسمة، وسنة 1948 بلغ عدد السكان 302 نسمة.

## القرية قبل الاحتلال
اعتاش سكان القرية على الزراعة خصوصاً زراعة القمح والشعير، بالإضافة إلى تربية المواشي وخلايا النحل. بعض منازل القرية كان بملكية بدو من عرب الزبيد الذين كانوا يعيشون على بعد 1.5 كلم من مركز القرية. معظم سكان العلمانية كانوا من المسلمين، وكانوا يحصلوا على المياه للاستخدام اليومي من الينابيع المجاورة للقرية. سنة 1945كانت بملكية القرية 1135 دونما من الأرض مخصصة لزراعة الحبوب، أما الأراضي المبنية بالمنازل فبلغت 9 دونم، بالإضافة إلى 25 دونم بور.

## احتلال القرية وتطهيرها عرقياً
بحسب المؤرخ الإسرائيلي بني موريس هناك روايتين لتهجير سكان العلمانية، تقول الرواية الأولى إن السكان نزحوا في أعقاب مجزرة، حيث شنت عصابة الهاغاناه هجوماً على قرية الحسينية المجاورة لها في 18 كانون الثاني/يناير 1948، أما الرواية الثانية والمستندة إلى الاستخبارات العسكرية الإسرائيلية فتقول أنهم غادروا قريتهم في 20 نيسان/أبريل في عند بدء عملية يفتاح نتيجة هجوم مباشر للهاجاناه. أغلب الظن بأنه كان نزوحين للسكان الأول كان جزئياً أو مؤقتاً أما التهجير الثاني فكان نهائياً أفرغ القرية من سكانها.

## القرية اليوم
تنبت أشجار الكينا بكثافة في موقع القرية، بحيث تصعب رؤية أثر القرية. وهناك عملاً جارياً لإنشاء طريق إلى المحمية الطبيعية لبحيرة الحولة أما الأراضي المحيطة فبعضها مزروعاً والباقي إما مستنقعات وإما يتجزأ من المحمية الطبيعية.

## مصادر

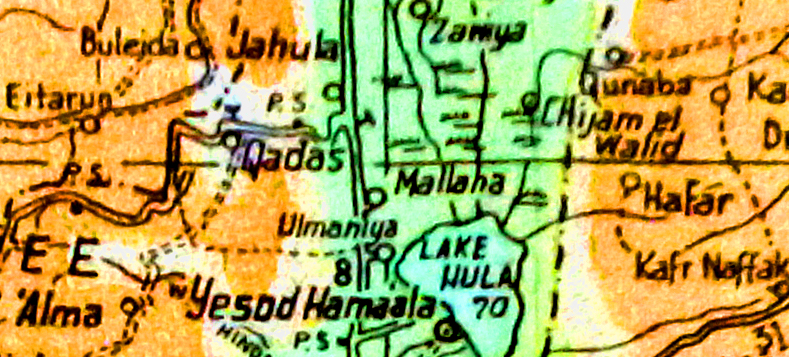
العلمانية، 1946